# Лижні перегони на зимових Олімпійських іграх 2018
Змагання з лижних перегонів на зимових Олімпійських іграх 2018 в Пхьончхані проходили з 10 по 25 лютого в центрі лижних перегонів «Альпензія», розташованого в курорті «Альпензія».
В рамках змагань, як і попередніх Олімпійських іграх, було розіграно 12 комплектів нагород.

## Кваліфікація
В цілому квота МОК для участі в змаганнях з лижних перегонів містить 310 місць для спортсменів. Кожен Національний олімпійський комітет може бути представлений максимум 20 спортсменами — максимально по 12 чоловіків і жінок.

## Розклад
Увесь час (UTC+9).
| День    | Дата      | Старт | Змагання                    |
| ------- | --------- | ----- | --------------------------- |
| День 2  | 10 лютого | 16:15 | Скіатлон (жінки)            |
| День 3  | 11 лютого | 15:15 | Скіатлон (чоловіки)         |
| День 5  | 13 лютого | 17:30 | Спринт (чоловіки)           |
| День 5  | 13 лютого | 20:00 | Спринт (жінки)              |
| День 7  | 15 лютого | 15:30 | 10 км (жінки)               |
| День 8  | 16 лютого | 15:00 | 15 км (чоловіки)            |
| День 9  | 17 лютого | 18:30 | Естафета (жінки)            |
| День 10 | 18 лютого | 15:15 | Естафета (чоловіки)         |
| День 13 | 21 лютого | 17:00 | Командний спринт (чоловіки) |
| День 13 | 21 лютого | 19:00 | Командний спринт (жінки)    |
| День 16 | 24 лютого | 14:00 | 50 км (чоловіки)            |
| День 17 | 25 лютого | 15:15 | 30 км (жінки)               |

## Чемпіони та призери

### Таблиця медалей
| Місце  | Країна                             | Золото | Срібло | Бронза | Загалом |
| ------ | ---------------------------------- | ------ | ------ | ------ | ------- |
| 1      | Норвегія (NOR)                     | 7      | 4      | 3      | 14      |
| 2      | Швеція (SWE)                       | 2      | 3      | 1      | 6       |
| 3      | Фінляндія (FIN)                    | 1      | 1      | 2      | 4       |
| 4      | Швейцарія (SUI)                    | 1      | 0      | 0      | 1       |
| 4      | США (USA)                          | 1      | 0      | 0      | 1       |
| 6      | Спортсмени-олімпійці з Росії (OAR) | 0      | 3      | 5      | 8       |
| 7      | Італія (ITA)                       | 0      | 1      | 0      | 1       |
| 8      | Франція (FRA)                      | 0      | 0      | 2      | 2       |
| Усього | Усього                             | 12     | 12     | 13     | 37      |

### Чоловіки
| Дисципліна                      | Золото                                                                                        | Золото    | Срібло                                                                                              | Срібло    | Бронза                                                                    | Бронза    |
| ------------------------------- | --------------------------------------------------------------------------------------------- | --------- | --------------------------------------------------------------------------------------------------- | --------- | ------------------------------------------------------------------------- | --------- |
| 15 км вільним стилем            | Даріо Колонья · Швейцарія                                                                     | 33:43.9   | Сімен Геґстад Крюґер · Норвегія                                                                     | 34:02.2   | Денис Спіцов · Спортсмени-олімпійці з Росії                               | 34:06.9   |
| Скіатлон 30 км                  | Сімен Геґстад Крюґер · Норвегія                                                               | 1:16:20.0 | Мартін Йонсруд Сунбю · Норвегія                                                                     | 1:16:28.0 | Ганс Крістер Голунд · Норвегія                                            | 1:16:29.9 |
| 50 км класичним стилем          | Ійво Нісканен · Фінляндія                                                                     | 2:08:22.1 | Олександр Большунов · Спортсмени-олімпійці з Росії                                                  | 2:08:40.8 | Андрій Ларков · Спортсмени-олімпійці з Росії                              | 2:10:59.6 |
| Естафета 4 x 10 км              | Норвегія (NOR) Дідрік Тенсет Мартін Йонсруд Сунбю Сімен Геґстад Крюґер Йоганнес Гесфлот Клебо | 1:33:04.9 | Спортсмени-олімпійці з Росії (OAR) Андрій Ларков Олександр Большунов Олексій Червоткін Денис Спіцов | 1:33:14.3 | Франція (FRA) Жан-Марк Гаяр Моріс Маніфіка Клеман Парісс Адріан Бакшайдер | 1:33:41.8 |
| Спринт класичним стилем         | Йоганнес Гесфлот Клебо · Норвегія                                                             | 3:05.75   | Федеріко Пеллегріно · Італія                                                                        | 3:07.09   | Олександр Большунов · Спортсмени-олімпійці з Росії                        | 3:07.11   |
| Командний спринт вільним стилем | Норвегія (NOR) Мартін Йонсруд Сунбю Йоганнес Гесфлот Клебо                                    | 15:56.26  | Спортсмени-олімпійці з Росії (OAR) Денис Спіцов Олександр Большунов                                 | 15:57.97  | Франція (FRA) Моріс Маніфіка Рішар Жув                                    | 15:58.28  |

### Жінки
| Дисципліна                      | Золото                                                                                         | Золото    | Срібло                                                             | Срібло    | Бронза                                                                                                | Бронза    |
| ------------------------------- | ---------------------------------------------------------------------------------------------- | --------- | ------------------------------------------------------------------ | --------- | --- | --------- |
| 10 км вільним стилем            | Раґнгільд Гаґа · Норвегія                                                                      | 25:00.5   | Шарлотта Калла · Швеція                                            | 25:20.8   | Маріт Б'єрген · Норвегія · Кріста Пярмякоскі · Фінляндія                                              | 25:32.4   |
| Скіатлон 15 км                  | Шарлотта Калла · Швеція                                                                        | 40:44.9   | Маріт Б'єрген · Норвегія                                           | 40:52.7   | Кріста Пярмякоскі · Фінляндія                                                                         | 40:55.0   |
| 30 км класичним стилем          | Маріт Б'єрген · Норвегія                                                                       | 1:22:17.6 | Кріста Пярмякоскі · Фінляндія                                      | 1:24:07.1 | Стіна Нільссон · Швеція                                                                               | 1:24:16.5 |
| Естафета 4 x 5 км               | Норвегія (NOR) Інгвілл Флугстад Естберг Астрід Уренгольдт Якобсен Раґнгільд Гаґа Маріт Б'єрген | 51:24.3   | Швеція (SWE) Анна Гог Шарлотта Калла Ебба Андерссон Стіна Нільссон | 51:26.3   | Спортсмени-олімпійці з Росії (OAR) Наталія Непряєва Юлія Бєлорукова Анастасія Сєдова Ганна Нечаєвська | 52:07.6   |
| Спринт класичним стилем         | Стіна Нільссон · Швеція                                                                        | 3:03.84   | Майкен Касперсен Фалла · Норвегія                                  | 3:06.87   | Юлія Бєлорукова · Спортсмени-олімпійці з Росії                                                        | 3:07.21   |
| Командний спринт вільним стилем | США (USA) Кіккан Рендолл Джессіка Діггінс                                                      | 15:56.47  | Швеція (SWE) Шарлотта Калла Стіна Нільссон                         | 15:56.66  | Норвегія (NOR) Маріт Б'єрген Майкен Касперсен Фалла                                                   | 15:59.44  |